# Urelliosoma pulcherrimum
Urelliosoma pulcherrimum är en tvåvingeart som först beskrevs av Efflatoun 1924.  Urelliosoma pulcherrimum ingår i släktet Urelliosoma och familjen borrflugor. Inga underarter finns listade i Catalogue of Life.